# Distrikt Quiquijana
Der Distrikt Quiquijana liegt in der Provinz Quispicanchi der Region Cusco in Südzentral-Peru. Der Distrikt wurde am 21. Juni 1825 gegründet. Er besitzt eine Fläche von 364 km². Beim Zensus 2017 lebten 11.556 Einwohner im Distrikt. Im Jahr 1993 lag die Einwohnerzahl bei 9836, im Jahr 2007 bei 10.340. Die Distriktverwaltung befindet sich in der 3210 m hoch gelegenen Kleinstadt Quiquijana mit 2581 Einwohnern (Stand 2017). Quiquijana liegt am Ostufer des Río Vilcanota (Oberlauf des Río Urubamba) 17 km südsüdöstlich der Provinzhauptstadt Urcos. Die Fernstraße von Puno nach Cusco führt durch die Stadt.

## Geographische Lage
Der Distrikt Quiquijana befindet sich im Südwesten der Provinz Quispicanchi. Der Río Vilcanota durchquert den Distrikt in nordwestlicher Richtung.
Der Distrikt Quiquijana grenzt im Südwesten an die Distrikte Sangarará und Acomayo (beide in der Provinz Acomayo), im Nordwesten an den Distrikt Huaro, im Norden an die Distrikte Urcos und Ccatca, im Nordosten an den Distrikt Ocongate sowie im Süden an den Distrikt Cusipata.

## Ortschaften
Neben dem Hauptort gibt es folgende größere Ortschaften im Distrikt:
- Callatiac (291 Einwohner)
- Canchacancha (365 Einwohner)
- Ccollcca Bajo (307 Einwohner)
- Cuchuyrumi (293 Einwohner)
- Huacaytaqui (235 Einwohner)
- Huaraypata (560 Einwohner)
- Jawanmawaypampa (205 Einwohner)
- Llactasachac (328 Einwohner)
- Mayuhuasi (275 Einwohner)
- Pampa Quehuar (713 Einwohner)